# Umbilicaria leprosa
Umbilicaria leprosa är en lavart som först beskrevs av Alexander Zahlbruckner, och fick sitt nu gällande namn av Frey. Umbilicaria leprosa ingår i släktet Umbilicaria och familjen Umbilicariaceae.   Inga underarter finns listade i Catalogue of Life.